# Długowola (Mazovie)
Pour les articles homonymes, voir Długowola.
Długowola (prononciation : [dwuɡɔˈvɔla]) est un village polonais de la gmina de Goszczyn dans le powiat de Grójec de la voïvodie de Mazovie dans le centre-est de la Pologne.
Il se situe à environ 5 kilomètres au nord-est de Goszczyn (siège de la gmina), 12 kilomètres au sud de Grójec (siège du powiat) et à 51 kilomètres au sud de Varsovie (capitale de la Pologne).
Le village possède approximativement une population de 500 habitants.

## Histoire
De 1975 à 1998, le village appartenait administrativement à la voïvodie de Radom.